# Thomas Höpker

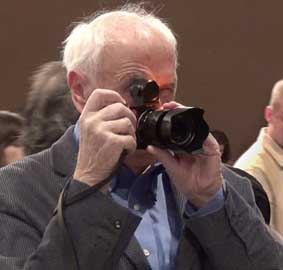
Thomas Höpker fotí svým fotoaparátem Leica T na PHOTO T 15 v Maag-Hallen Zurich, jmenování do Leica Hall of Fame, 2014

Thomas Höpker (10. června 1936 – 10. července 2024) byl německý fotograf a člen Magnum Photos. Byl známý pro stylové barevné fotografie. Dokumentoval zničení Světového obchodního centra 11. září 2001. Höpker se původně proslavil v 60. letech jako fotoreportér s touhou fotografovat lidské podmínky.

## Životopis
Höpker se narodil v Mnichově v Německu. Poprvé začal fotografovat, když mu bylo 16 let a od svého dědečka dostal starý fotoaparát se skleněnou deskou 9x12 palců. Své tisky vytvářel v kuchyni a koupelně své rodiny a začal si vydělávat trochu peněz prodejem obrázků přátelům a spolužákům. Höpker studoval dějiny umění a archeologii v letech 1956 až 1959 v Göttingenu v Německu, kde se naučil porozumět obrazům a kompozici. Zatímco byl ve škole, pokračoval ve fotografování a prodeji obrázků, aby pomohl financovat své vzdělání.
V letech 1960 až 1963 pracoval jako fotograf pro Münchner Illustrierte a Kristall, reportoval z celého světa. Poté v roce 1964 začal pracovat jako fotoreportér pro Stern. V 70. letech pracoval také jako kameraman pro německou televizi, natáčel dokumentární filmy. V roce 1976 se on a jeho manželka, novinářka Eva Windmoellerová, přestěhovali do New Yorku jako korespondenti pro Stern. V letech 1978 až 1981 byl kameramanem společnosti American Geo. Od roku 1987 do roku 1989 Höpker sídlil v Hamburku a pracoval jako umělecký ředitel pro Stern.
Magnum Photos poprvé začala distribuovat Höpkerovy fotografie v roce 1964. Řádným členem se stal v roce 1989. V letech 2003 až 2006 působil jako prezident Magnum.
Höpker po většinu své kariéry používal fotoaparáty Leica. V 70. letech začal vedle své Leicy používat také jednooké zrcadlovky, pro širokoúhlé záběry používal Leicu a fotoaparáty Nikon nebo Canon se zoom objektivy. V roce 2002 začal používat digitální zrcadlovky.
Höpker žil v New Yorku se svou druhou manželkou Christine Kruchenovou, se kterou produkoval televizní dokumenty.
V roce 2017 mu byla diagnostikována Alzheimerova choroba, v červenci 2024 na ni zemřel v Santiagu de Chile ve věku 88 let.

## Filmografie
- The Village Arabati (1973)
- Death in a Cornfield (1998)
- Robinson Crusoe Island (2000)
- Easter Island (2003)
- Ice-cold Splendor (2005)

## Dokumentární
- Dear Memories – Eine Reise mit dem Magnum-Fotografen Thomas Hoepker od Nahuela Lopeze

## Ocenění
- 1967: 3. místo za fotografické příběhy, World Press Photo, Amsterdam[8]
- 1977: 1. místo za umění a vědy, World Press Photo, Amsterdam[9]
- Uvedení do síně slávy Leica, ceny Leica[10]

## Výstavy
- Muzeum Kunst und Gewerbe, Hamburk, Německo, 1965
- Rizzoli Gallery, New York a Rizzoli Gallery, Washington DC, 1976
- Retrospektiva, 25 měst v Německu, 1985–1987
- Maya Kunsthalle Cologne, Kolín nad Rýnem, Německo, 1994
- Retrospektiva, Claus Tebbe Gallery, Kolín nad Rýnem, Německo, 1995
- Photographien 1955-2005, Photomuseum, Mnichov, Německo, 2006
- Heartland, Leica Gallery Prague, Praha, Německo, 2014[11]
- Ali and Beyond, Bildhalle Museum, Curych, Švýcarsko, 2015[12]